# Župna crkva sv. Ivana Krstitelja na Novoj Vesi u Zagrebu
Župna crkva sv. Ivana Krstitelja katolička je crkva građena je od 1785. do 1790. godine. Nalazi se na zagrebačkoj Novoj Vesi na mjestu prve gotičke crkve iz 1348. godine. U svibnju 1803. godine posvetio ju je tadašnji zagrebački biskup Maksimilijan Vrhovac. U potresu koji je pogodio Zagreb 2020. godine crkva je nastradala te je zbog obnove bila zatvorena krajem 2022. godine.
Crkva je zaštićeno kulturno dobro Republike Hrvatske.

## Povijest i arhitektura
Crkva sv. Ivana Krstitelja jedan je od simbola sakralne arhitekture i kulturne baštine stare zagrebačke gradske jezgre. Gradnja se pripisuje Johannesu Eytheru iz Moravske, koji je u Zagrebu živio od 1775. godine. Iako se među njegovim sačuvanim planovima crkva sv. Ivana Krstitelja ne spominje, pretpostavka o njegovom autorstvu temelji se na činjenici da je do 1782. godine Eyther u Zagrebu imao trideset pomoćnika i naučnika, a 1795. njih četrdeset tri, što je bilo puno više od drugih zagrebačkih graditelja.
U crkvi se nalazi stilski slojevita oprema među kojom se ističu barokni oltari sv. Ivana Krstitelja, sv. Franje Asiškog i sv. Jeronima izrađeni od raznobojnog mramora. Tri oltara dopremljena su u crkvu 1884. godine iz Zagrebačke katedrale, kada su nakon potresa koji je pogodio Zagreb 1880. zbog planirane Bolléove regotizacije, iz nje uklonjeni gotovo svi barokni oltari.
Na glavnom se oltaru nalaze kipovi sv. Martina i sv. Lovre te slika Kristova Krštenja iz kasnog 19. stoljeća. Oltari sv. Franje i sv. Jeronima smješteni su lijevo i desno uz trijumfalni luk, te su istovjetni u svim arhitektonskim dijelovima – oltarnim stipesima u stilu rokoko i arhitektonskim retablima u duhu kasnobaroknog klasicizma. Oba oltara u sredini imaju visoke reljefe, a sa strana su im pridruženi kipovi svetaca. Na oltaru sv. Jeronima nalaze se kipovi evanđelista sv. Ivana i sv. Mateja, a na oltaru sv. Franje nalaze se kipovi sv. Benedikta i sv. Antuna Padovanskog.
Značajka župne crkve sv. Ivana Krstitelja su stilski neujednačene zidni oslici. Svod i zidove svetišta oslikao je Anton Archer 1792. godine. Oslik na svodu crkvenog broda iz 1893. godine djelo je Marka Antoninija, Talijana koji je slikarstvo učio na Akademiji u Rimu, a od 1880-ih je djelovo u Zagrebu gdje je na Novoj Vesi imao atelijer.
Godine 1899. Janko Barlè objavljuje podatak da su među majstorima i obrtnicima koji su sudjelovali u izgradnji i opremanju crkve sv. Ivana na Novoj Vesi radili „slikari Lerchinger i Anton Archer“. Radi tog podatka zidne su se slike dugo vremena pripisivale Jožefu Antonu Lerchingeru, poznatom slovenskom rokoko majstoru. Izvor Barlèovog navoda iako danas nedostupan utjecao je na to da dobri poznavatelji Lerchingerova opusa njemu pripišu ove slike bez obzira na činjenicu da je stilska analiza navodila na drugačiji zaključak.
Oltarna pala iz 1798. godine s prikazom pobjede Mihaela Arkanđela nad Sotonom smještena je iznad menze desnog bočnog oltara u crkvenom brodu djelo je Iohannesa Mertza iz Budima. Kao predložak mu je poslužila grafika nastala prema slici Guida Renija iz 1635. godine iz crkve Santa Maria della Concezione dei Cappuccini u Rimu.

## Galerija
- Pogled na crkvu
- Ulazna vrata
- Unutrašnjost crkve
- Vitraj
- Unutrašnjost crkve
- Unutrašnjost crkve
- Prednje pročelje crkve